# Douglas R. Lowy

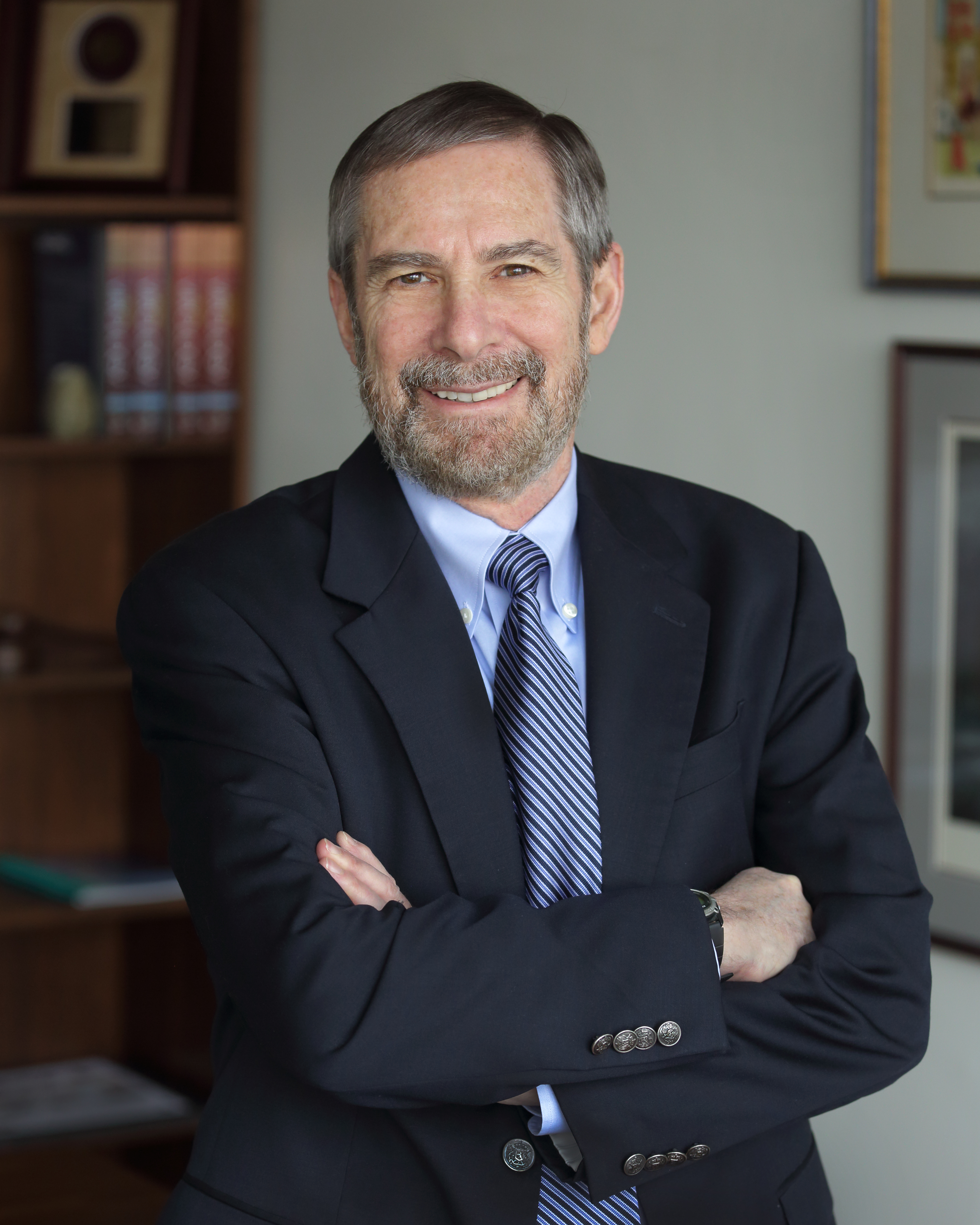
Douglas R. Lowy

Douglas Ronald Lowy (* 25. Mai 1942  in  New York City) ist ein US-amerikanischer Virologe und Onkologe.
Lowy, dessen Eltern Ärzte waren, studierte zunächst Geschichte, Kunst und Französisch am Amherst College mit dem Bachelor-Abschluss 1964 und wandte sich erst an der New York University dem Medizin-Studium zu mit dem Abschluss (M.D.) 1968. Anschließend absolvierte er Ausbildungen in innerer Medizin an der Stanford University und Dermatologie an der Yale University, wandte sich dann aber der Forschung zu. Anfang der 1970er Jahre erhielt er ein eigenes Labor in der Abteilung Virusforschung des National Institute of Allergy and Infectious Diseases (NIAID). 1975 ging er an das National Cancer Institute (NCI) der National Institutes of Health (NIH) und wurde dort Leiter des Labors für molekulare Onkologie. Er war stellvertretender Direktor des Center for Cancer Research des NCI. Seit 2010 ist er stellvertretender Direktor (Principal Deputy Director) des NCI und war von 2015 bis 2017 sowie 2019 Acting Director des NCI.
Er ist bekannt für die Entwicklung eines Impfstoffs zur Prophylaxe gegen den Papillomvirus HPV mit John T. Schiller. Daraus entstanden die kommerziellen Impfstoffe Cervarix und Gardasil. Außerdem erforschte er HPV und identifizierte viele Teile seines Lebenszyklus.
Er forscht auch über Krebsgene.
2017 erhielt er mit John T. Schiller den Lasker~DeBakey Clinical Medical Research Award und 2011 die Albert-Sabin-Goldmedaille. Für 2018 wurde beiden der Szent-Györgyi Prize der National Foundation for Cancer Research zugesprochen. Außerdem erhielt Lowy den Wallace P. Rowe Award for Excellence in Virology Research des NIAID, den Novartis-Preis für klinische Immunologie, den Dorothy P. Landon Preis der American Association for Cancer Research, den Nathan Davis Award der American Medical Association und 2007 den Service to America – Federal Employee of the Year Award. Er erhielt die National Medal of Technology and Innovation für 2012 und die National Medal of Honor for Basic Research der American Cancer Society. 2009 wurde Lowy in die National Academy of Sciences gewählt. 2022 war Lowy einer der Gewinner des Prinz-Mahidol-Preis.